# 11636 Pezinok
11636 Pezinok (1996 YH1) là một tiểu hành tinh vành đai chính được phát hiện ngày 27 tháng 12 năm 1996 bởi [[A. Gal�d]] và A. Pravda ở Astronomical và Geophysical Observatory, Modra.